# Yōmei
Yōmei (jap. 用明天皇, Yōmei-tennō; * 540; † 21. Mai 587) war der 31. Tennō von Japan.
Auf dem Thron saß er zwischen Herbst 585 und Frühling 587. Er war der vierte Sohn von Kaiser Kimmei und Kitashi-hime, einem Mitglied des Soga-Klans und Tochter von Soga no Iname. Shōtoku Taishi (Prinz Umayado) war sein Sohn.